# فدریکو پیوواکاری
فدریکو پیوواکاری (انگلیسی: Federico Piovaccari؛ زادهٔ ۱ سپتامبر ۱۹۸۴) بازیکن فوتبال اهل ایتالیا است.
از باشگاه‌هایی که در آن بازی کرده‌است می‌توان به باشگاه فوتبال اینتر میلان، باشگاه فوتبال استوا بخارست، باشگاه فوتبال ارورا پرو پاتریا ۱۹۱۹، باشگاه فوتبال برشا، باشگاه فوتبال چیتادلا، باشگاه فوتبال وسترن سیدنی واندررز، باشگاه فوتبال تریستیانا، باشگاه فوتبال سمپدوریا، باشگاه فوتبال ایبار، و باشگاه فوتبال نووارا اشاره کرد.
وی همچنین در تیم ملی فوتبال زیر ۲۱ سال ایتالیا بازی کرده‌است.